# Ордан
Ордан (Орзин; IV век до н. э.) — предводитель восстания в Азии против македонян в 320-х годах до н. э.

## Биография
Во время долгого отсутствия Александра Македонского во время Индийского похода 327 года до н. э. в ряде сатрапий начались волнения и беспорядки. Иранцы Ордан и Зариасп возглавили одно из таких выступлений против власти македонян. По оценке В. Хеккеля, оно произошло в Арахозии или же Дрангиане. Шахермайр Ф. по этому вопросу высказался более категорично и указал, что указанные события свершились в Арахозии после смерти наместника Менона. По мнению же Дройзена И., в реальности существовал только Ордан, названный Аррианом. Квинт Курций Руф же допустил ошибку, сделав из названия народа земли «ариаспов», над которыми захватил власть Ордан, имя второго мятежника. Похожую позицию заняли Б. Г. Гафуров и Цибукидис Д. И.
Ордан и Зариасп были схвачены полководцем Александра Кратером, возвратившимся со своим корпусом из Индии ранее главной македонской армии. Об этом Александр узнал, находясь с основными силами в Гедросии. Мятежников доставили в Карманию, где они были казнены. При этом, по замечанию С. Фишер-Фабиана, от наказания Ордана и Зариаспа не спасло ни их знатное происхождение, ни заслуги, которыми они прославились во время правления Дария III.